# My Jewellery
My Jewellery is een Nederlands sieraden- en modemerk, opgericht in 2011 door Sharon Hilgers. Het bedrijf begon als een webshop en is inmiddels uitgegroeid tot een keten met fysieke winkels in verschillende landen.

## Geschiedenis

### Beginjaren
My Jewellery werd in 2011 opgericht door Sharon Hilgers als een webshop, naast haar baan als docent Frans. Ze had al op jonge leeftijd interesse in het maken van sieraden en gaf workshops onder de naam Oll Colors. In 2013 besloot ze zich volledig op My Jewellery te richten, waarna het bedrijf een eerste kantoor opende en de eerste medewerkers aannam.

### Groei
In 2015 volgde de eerste fysieke boetiek in Den Bosch. De groei zette door, met de vierde winkel in Arnhem in 2017 en de achtste in Amsterdam in 2018. Dat jaar had My Jewellery tachtig fulltime medewerkers.
In 2019 verhuisde het bedrijf naar een nieuw hoofdkantoor en distributiecentrum in Den Bosch. Tijdens de coronapandemie in 2020 steeg de online verkoop aanzienlijk, ondanks de sluiting van fysieke winkels. In 2021 werden nieuwe winkels geopend, werd de Duitse webshop gelanceerd en opende My Jewellery zijn eerste Belgische boetiek in Antwerpen. Het bedrijf telde inmiddels 26 winkels, 400 medewerkers en drie kantoren. De omzet bedroeg €32 miljoen, met een winst van €3,4 miljoen.
In 2022 steeg de omzet met veertig procent naar €72,6 miljoen. Nieuwe winkels openden in Leuven, Brugge, Zwolle en Batavia Stad, evenals de grootste vestiging tot dan toe in Eindhoven (650 vierkante meter) en de eerste in Duitsland, in Keulen. Daarnaast werd de Franse webshop gelanceerd en werd Hilgers opgenomen in de Quote 500. Hilgers was de hoogst genoteerde vrouw in de Quote Top 100 Jonge Miljonairs, met een geschat vermogen van €45 miljoen.
In 2023 opende een nieuw distributiecentrum in Den Bosch en breidde My Jewellery verder uit naar 26 winkels in Nederland, België en Duitsland. My Jewellery werd door de Financial Times erkend als een van de snelst groeiende bedrijven in Europa van dat jaar.
In 2024 opende de eerste vestiging in Parijs en werden uitbreidingen in Duitsland en op Schiphol aangekondigd. In Den Bosch werd het "Atelier"-concept geïntroduceerd, waar klanten sieraden konden maken of laten repareren.